# Покинутий дім (оповідання)
Покинутий дім (англ. The Shunned House) — новела американського письменника Говарда Лавкрафта, написана 16-19 жовтня 1924 року та вперше опублікована у жовтневому номері журналу «Weird Tales» за 1937 рік.

## Сюжет
Протягом тривалого часу оповідач від першої особи має справу з чутками, здогадками та інсинуаціями навколо будинку 18-го століття в колоніальному стилі в Провіденсі, який належав родині Гаррісів протягом багатьох поколінь. З часом багато мешканців будинку захворіли і померли у незвичний спосіб, в той час, як сусідні будинки оминула ця хвороба. Через ці події будинок довгий час стояв незаселеним.
Більшість мешканців громади не вважають будівлю класичним будинком з привидами, оскільки історії про «брязкіт ланцюгів, холодні протяги, перегоріле світло чи обличчя у вікні» не поширюються.
Оповідач, який у дитинстві грав там з друзями та зачарований похмурою аурою будівлі, заглиблюється в її історію, а згодом також вивчає літописи родини власників. Вже будучи підлітком, він розпізнав «хворобливу дивність моторошної рослинності» і відчув примарну атмосферу будівлі. Своєрідне коріння дерев у саду та плями плісняви нагадували людські контури. Здається, що приреченість конденсується в темному і вологому підвалі, який видає неприємний запах і оточений губками моторошної форми, які дивно світяться, коли гниють. На підлозі є пляма селітри або плісняви, що нагадує скорчену людську істоту.
Дядько оповідача, Еліху Віппл, провів власне дослідження, яким ділиться з уже дорослим племінником після певних наполягань: Здається, що там розмножується зла сила, яка висмоктує життєву силу з мешканців, через що вони хворіють на анемію, чахотку, знижують інтелект і часто помирають. Залишається дивним, що деякі жертви незадовго до смерті заїкалися своєрідною французькою ідіомою, хоча вони ніколи не переймалися мовою.
Оповідач досліджує далі і знаходить зв'язок із французами у вигляді поселенця-гугенота, на ім'я Етьєн Руле. Руле заснували власний цвинтар у вісімнадцятому столітті на тому самому місці, де зараз стоїть будинок, якого уникають. Вони зустріли великий опір, який, здавалося, перекрив застереження щодо іммігрантів. Тривожними є жахливі подробиці про чоловіка, на ім'я Жак Руле, якого спочатку засудили як чаклуна, а потім замкнули в «божевільні». Його знайшли вкритого кров'ю і пошматованим м'ясом у лісі, де раніше вовки розтерзали дитину.
Коли оповідач знову заходить до підвалу, йому здається, що він бачить світлий видих, який виходить з плями цвілі, схожої на людину. Він і його дядько не вважають себе забобонними і хочуть пояснити факти з наукової точки зору. Вони підозрюють злий вплив, який тягнеться від французьких поселенців з їхнім захопленням забороненими знаннями та огидними сферами, і «який досі присутній через рідкісні та невідомі закони руху атомів та електронів». У світлі нових наукових відкриттів, таких як теорія відносності та «внутрішньоатомні впливи», це припущення не є цілком абсурдним.
Незалежно від того, ворожа ця істота чи керується сліпим інстинктом самозбереження, знищити її — обов'язок кожного гуманіста. Сподіваючись виманити його своєю присутністю, а потім знищити, вони вирішують провести ніч у підвалі будинку. Озброївшись вогнеметами для захисту від матеріальної загрози та тіньовою трубкою для захисту від нематеріальної загрози, вони починають своє чергування. Коли Віпл втомлюється, він лягає на розкладачку і занурюється в сон, який через деякий час стає міцним. Він дихає нерівномірно і починає стогнати. Коли племінник освітлює його обличчя, спотворені та дивні риси шокують його. Він починає бурмотіти, і з жахом оповідач розуміє, що це французька мова. З криком він прокидається і розповідає, що йому наснився сон у далекому світі, в якому він впізнав обличчя сім'ї Гаррісів.
Його племінник, переможений втомою, також занурюється в неспокійний сон, з якого його вириває гучний крик дядька. Кімната наповнюється неприємним запахом, жовтувате світло виділяє контури. Він злякано озирається і завмирає. Нудотне трупне світло підіймається та утворює хмароподібну структуру, що складається з безлічі насмішкуватих очей, які підіймаються до стелі. Вона огортає дядька і змушує його жахливо трансформуватися і розчинитися. Оскільки це здається несуттєвою загрозою, племінник тягнеться до трубчастого апарату і спрямовує «ефірне випромінювання» на жахливу хмару. Він розуміє, що це неефективно, за винятком деяких змін кольору та форми, і його виганяє з підвалу інший жах: у міру того, як Віпл розріджується, його обличчя набуває міріади чужих і диявольських рис, аж поки тепер уже желатинова маса не розтікається по підлозі.
Наступного дня оповідач купує шість великих балонів з сірчаною кислотою і, переборюючи огиду, копає велику яму в підлозі льоху. У якийсь момент він натрапляє на рибоподібну поверхню, що нагадує напіврозкладене желе. У ямі, що дедалі глибшає, і незабаром сягає йому по шию, він впізнає оголений шматок гігантської частини тіла. Він підіймається і виливає кислоту в «цю печеру-труп, на немислиму аномалію, чий гігантський лікоть» він бачив і яку він може знищити в такий спосіб. Наступної весни дивні бур'яни і бліда трава зникають, і будинок знову можна здавати в оренду.

## Персонажі
- Еліху Віппл: Описується як «розсудливий, консервативний лікар старої школи… холостяк; сивий, чисто поголений, старомодний джентльмен і відомий місцевий історик». Пітер Кеннон пише, що Віппл «ймовірно, є складеним портретом двох вчених дядьків Лавкрафта та дідуся по матері»; діда звали Віппл Філліпс. Дім доктора Віппла — «грузинська садиба зі сходами з залізними поручнями, що моторошно балансує на крутому підйомі Норт-Корт-стріт поруч зі старовинним цегляним двором і будинком колонії», з «вогкою бібліотекою з низькою стелею, обшитою запліснявілою білою вагонкою, важким різьбленим каміном і затіненими виноградною лозою вікнами з маленькими шибками» — заснований на будинку Кушинга на Норт-Корт-стріт, 40, збудованому в 1737 році, — найстарішому будинку на Колледж-гіллі.
- Етьєн Руле: Гугенот з міста Коде, поблизу Анже, Франція, який оселився у Східному Гринвічі, Род-Айленд, у 1686 році і переїхав до Провіденса у 1696 році; Будинок, якого цураються, був побудований на місці його родинного кладовища. Згідно з історією, «сім'я Руле мала ненормальну прихильність до зовнішніх кіл сутності — темних сфер, які для нормальних людей викликають лише відраза і жах». Кажуть, що Етьєн був «схильний… до читання дивних книг і малювання дивних діаграм». Його син, Поль Руле, описаний як «похмурий хлопець» з «нестабільною поведінкою»; «старі дружини» натякали, що «його молитви не були ні вимовлені в належний час, ні спрямовані на належний об'єкт». Оповідач історії підозрює, що сім'я пов'язана з Жаком Руле з Кода, якого у 1598 році засудили до страти за лікантропію, а потім помістили до божевільні. Жак Руле був реальною особою, про яку Лавкрафт читав у книзі Джона Фіска «Міфи та міфотворці».

## Критика
Роберт Вайнберґ назвав «Покинутий дім» «однією з найкращих новел Лавкрафта».